# Ossama bin Laden
Ossama bin Laden (àrab: أسامة بن لادن, Usāma ibn Lādin) (10 de març de 1957 - 2 de maig de 2011), el nom complet del qual era Ussama ibn Muhàmmad ibn Àwad ibn Ladin (àrab: أسامة بن محمد بن عوض بن لادن, Usāma ibn Muḥammad ibn ʿAwaḍ ibn Lādin), va ser un terrorista nascut a l'Aràbia Saudita i fundador de l'Organització militant panislàmica al-Qaeda. El grup és designat com a grup terrorista pel Consell de Seguretat de les Nacions Unides, l'Organització del Tractat de l'Atlàntic Nord (OTAN), la Unió Europea i diversos països. Amb bin Laden, Al-Qaeda va ser responsable dels atacs de l'11 de setembre als Estats Units i de molts altres atacs amb víctimes massives arreu del món. El 2 de maig de 2011, va ser assassinat per les forces d'operacions especials nord-americanes al seu recinte d'Abbottabad, al Pakistan.
Membre de la rica família Bin Laden, Osama bin Laden va néixer a l'Aràbia Saudita. El seu pare era Mohammed bin Awad bin Laden, un milionari saudita de Hadhramaut, Iemen, i fundador de l'empresa de construcció Saudi Binladin Group. La seva mare, Alia Ghanem, era d'una família secular de classe mitjana a Latakia, Síria. Va estudiar a la universitat del seu país fins al 1979, quan es va unir a les forces dels moltahidins al Pakistan per a lluitar contra la Unió Soviètica a l'Afganistan. Va ajudar a finançar els mujaidins fent arribar armes, diners i soldats del món àrab a l'Afganistan, i va guanyar popularitat entre molts àrabs. El 1988 va formar Al-Qaeda. Va ser desterrat de l'Aràbia Saudita el 1992, va perdre la seva ciutadania saudita el 1994 i va traslladar la seva base al Sudan fins que la pressió dels Estats Units el va obligar a marxar el 1996. Després d'establir una nova base a l'Afganistan, va declarar la guerra als Estats Units, llançant una sèrie de bombardejos i atacs relacionats. La seva participació en els atemptats de l'ambaixada dels Estats Units el 1998 el va portar a les llistes de l'Oficina Federal d'Investigacions (FBI) dels Estats Units dels deu fugitius més buscats i dels terroristes més buscats.
Bin Laden va dirigir els atacs de l'11 de setembre, que van matar prop de 3.000 persones i van portar el president George W. Bush a envair l'Afganistan i a llançar la "Guerra contra el Terror". Es va convertir en objecte d'una caça internacional durant una dècada, durant la qual l'FBI va oferir 25 milions de dòlars de recompensa per ell.

## Biografia
Bin Laden, nascut a Riad, va ser el dissetè fill (entre més de cinquanta) de Mohammad bin Laden, un dels empresaris de la construcció més rics de l'Aràbia Saudita. Es va graduar com a enginyer civil a la Universitat Rei Abdul Aziz. Quan el seu pare va morir en un accident d'helicòpter el 1967, el seu enorme imperi industrial, el Grup Binladin, va passar a mans dels seus fills. Ossama bin Laden i el seu germà Mahrous bin Laden podrien haver estat detinguts i alliberats sense càrrecs per la Captura de l'Haram el 1979.

### Guerra russoafganesa
Poc després que la Unió Soviètica envaís l'Afganistan el 26 de desembre de 1979, Bin Laden, així com milers d'altres musulmans d'arreu del món, es va unir a la resistència afganesa. El 1980 començà a reclutar guerrillers pro afganesos i establí els seus primers campaments i va cofundar la xarxa Maktab al-Khidamat.
En aquesta època, els Estats Units col·laboraven incondicionalment amb els grups afganesos a causa de la seva participació en la guerra contra l'URSS (entre 1979 i 1989, els nord-americans van lliurar a prop de tres mil milions de dòlars a la resistència afganesa). Entrenat per la CIA, Bin Laden va aprendre com fer circular diners a través de societats fantasmes i paradisos fiscals, a preparar explosius, a utilitzar codis xifrats per a comunicar-se i a ocultar-se.

### Creació d'Al-Qaida
Després de la retirada dels soviètics el 1989, Bin Laden va tornar al seu país com a heroi, però la seva objecció a la presència de tropes nord-americanes a l'Aràbia Saudita durant la Guerra del Golf va fomentar una creixent desavinença amb els dirigents saudites.
Es creu que cap al 1993 ja havia format la xarxa terrorista coneguda com a Al-Qaida, la qual estava constituïda, en gran manera, per militants musulmans que Bin Laden havia conegut a l'Afganistan, com el seu lloctinent Ayman al-Zawahirí. El grup va finançar i va organitzar diversos atacs per tot el món, incloses l'explosió de cotxes bomba contra blancs nord-americans a l'Aràbia Saudita el 1996, l'assassinat de turistes a Egipte el 1997 i els atacs a la bomba simultanis a les ambaixades nord-americanes de Nairobi i de Dar es Salaam el 1998, on van morir-hi gairebé 300 persones.
El 1994, després que el govern saudita confisqués el seu passaport acusant-lo de subversió, Bin Laden va fugir al Sudan, on va organitzar camps d'entrenament terroristes i d'on va ser finalment expulsat el 1996.
Aleshores va tornar a l'Afganistan, on va rebre protecció dels talibans.

### Activitats des de l'Afganistan
Entre els anys 1996 i 1998, Bin Laden va emetre una sèrie de fàtues (decrets religiosos) declarant la guerra santa contra els Estats Units als que acusava, entre altres coses, de saquejar els recursos naturals del món musulmà i d'ajudar i incitar els enemics de l'islam. Alguns crítics consideren que l'objectiu de Bin Laden era involucrar els Estats Units en una guerra a gran escala contra el món musulmà, el que acabaria amb els governs musulmans moderats i restabliria el califat (un únic Estat musulmà).
En els camps que va crear a l'Afganistan, Al-Qaida, amb l'ajut de la considerable fortuna personal de Bin Laden, va entrenar i equipar terroristes provinents d'arreu del món. Alhora es van crear grupuscles afiliats al moviment en llocs tan diversos com l'Aràbia Saudita, el Iemen, Líbia, Bòsnia, Txetxènia o les Filipines.
Després dels atemptats de l'11 de setembre de 2001, els Estats Units van demanar al govern dels talibans que els lliurés Bin Laden, considerant-lo responsable dels atacs. Els talibans s'hi van negar argumentant la manca de proves, i els Estats Units van encapçalar una coalició militar internacional que va enderrocar el règim i va obligar Bin Laden a escapar de les muntanyes de Tora Bora i entrar en la clandestinitat.
Durant els tres anys següents, les forces nord-americanes es van dedicar a buscar-lo al llarg de la frontera afganopakistanesa. L'octubre de 2004, a menys d'una setmana de les eleccions presidencials d'aquest any als Estats Units, Bin Laden, en un missatge gravat en vídeo, es va atribuir la responsabilitat dels atacs de l'11 de setembre.
Bin Laden va restar introbable durant molt temps i va ser la font de diferents rumors (se l'havia declarat molt malalt i fins i tot mort en diverses ocasions). Tot i així, el 2009 encara se li atribuïa la paternitat de comunicats públics d'Al-Qaida.

### Mort

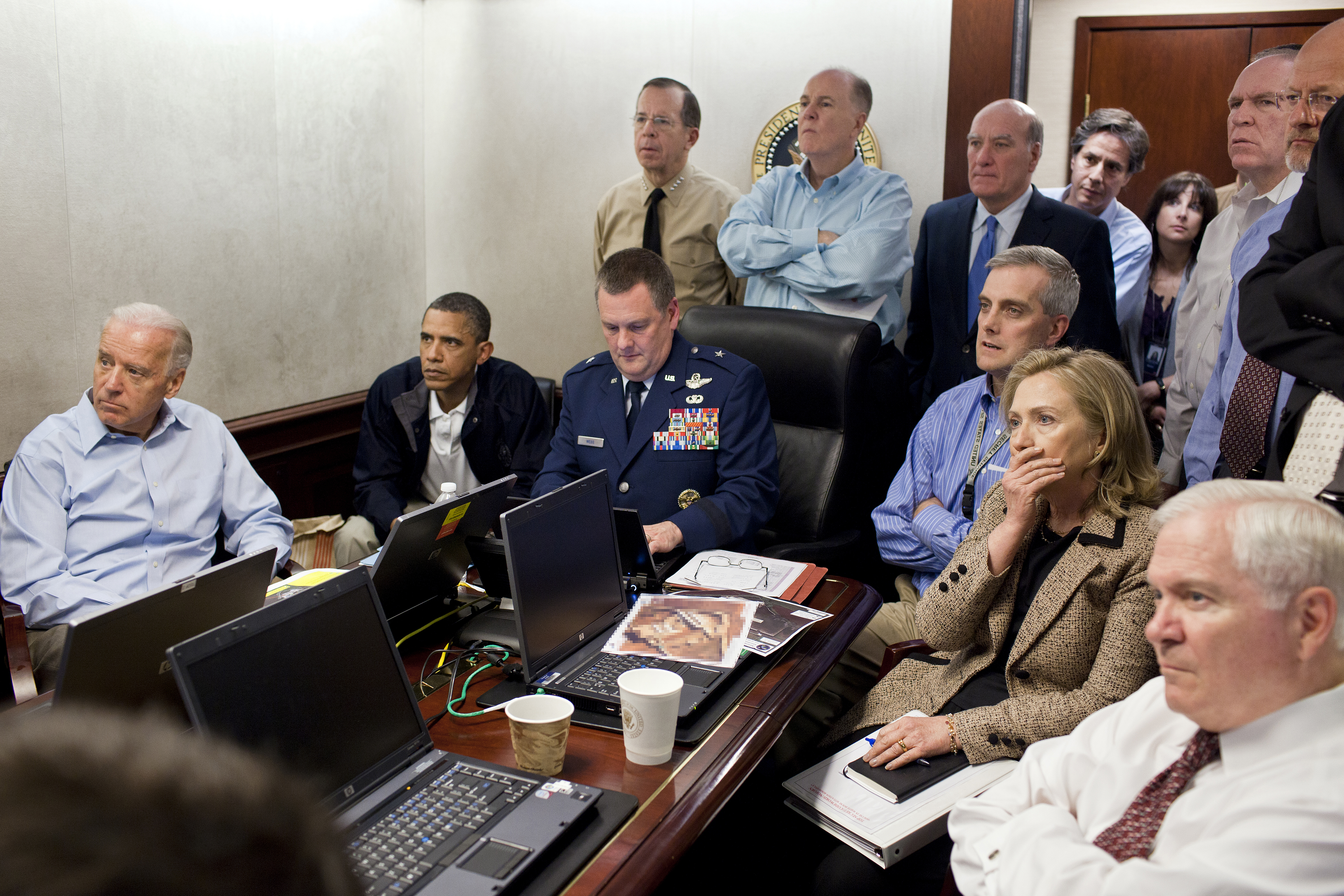
Membres de l'administració d'Obama a la sala de situació de la Casa Blanca, fent un seguiment de la missió que va matar Bin Laden.

L'1 de maig de 2011, diversos mitjans de premsa van anunciar que Bin Laden havia estat mort a trets al Pakistan. La confirmació oficial, suposadament basada en proves d'ADN va ser donada minuts després pel president dels Estats Units, Barack Obama. Morí el 2 de maig de 2011 a les 11:30 (hora catalana 5:30 del matí) a la localitat pakistanesa d'Abottabad, al nord del país, a uns 80 km de la capital, Islamabad, fruit d'una acció comando dels Estats Units minuciosament preparada. Les autoritats americanes van afirmar haver llençat la despulla de Bin Laden a la mar, després de fotografiar el cos i fer-li proves d'ADN, i després de seguir els ritus funeraris de la religió musulmana.